# Reserva de Búfals de Marromeu
A Reserva Especial de Protecció de Búfals de Marromeu és una àrea de conservació o àrea protegida de Moçambic creada el 8 de juny de 1960. Està localitzada al districte de Marromeu i té una àrea de 1500 km². Forma part del Complex de Marromeu, un lloc Ramsar, una terra humida d'importància internacional.